# Великое национальное собрание Румынии
Великое национальное собрание (ВНС; рум. Marea Adunare Naţională, MAN) — законодательный орган Румынской Народной Республики (1948-1965) и Социалистической Республики Румынии (1965-1989). Распущено в декабре 1989 года после свержения коммунистического режима и заменено на двухпалатный парламент, состоящий из Палаты депутатов и Сената.
Великое национальное собрание избиралось каждые четыре года по одномандатным округам, один депутат представлял 60,000 граждан. Формально ВНС являлось высшим органом государственной власти с очень широкими полномочиями, но на практике не имело практически никакого влияния — фактическая власть в государстве находилось в руках Румынской коммунистической партии (РКП; до 1965 года — Румынская рабочая партия, РРП).

## Полномочия
ВНС имело право, среди прочего, вносить изменения в Конституцию, назначать и смещать Верховного главнокомандующего румынской армии. Решения ВНС принимались простым большинством голосов депутатов.
ВНС собиралось на регулярные сессии дважды в год; по требованию Государственного совета или не менее одной трети депутатов ВНС могла быть созвана внеочередная сессия. На каждой сессии избирался председатель ВНС и четыре его заместителя. Согласно Конституции, ВНС являлось высшим органом государственной власти и все прочие органы госвласти были ему подотчётны. Формально его полномочия постоянно расширялись. Так, Конституция 1948 года (статья 39) предоставила ВНС 8 видов полномочий; Конституция 1952 года (статья 24) — 10 видов; Конституция 1965 года (статья 43) — 24 вида.На практике, как уже отмечалась, реальная власть находилась в руках РКП.
Избиратели голосовали за единой список общественной организации, находившейся под контролем РКП. С 1947 по 1968 годы она была известна как Народно-демократический фронт, с 1968 по 1980 год — как Фронт социалистического единства, с 1980 по 1989 год — как Фронт демократии и социалистического единства. Другие списки кандидатов не были представлены на выборах, что давало РКП полный контроль над парламентом.
В период между сессиями ВНС часть её полномочий —  такие как установление основных принципов законодательства и контроль за местными советами, передавалось постоянно действующему органу, образованному из её депутатов — Президиуму ВНС (1948-1961)  и Государственному совету (1961-1989). Эти органы имели право издавать постановления, имевшие силу закона; эти постановления должны были быть утверждены ВНС на ближайшей сессии. В соответствии с принципами демократического централизма, такое утверждение было чистой формальностью, и решения Президиума ВНС и Госсовета де-факто имели силу закона. Во время чрезвычайного положения Президиум ВНС и Госсовет принимали полномочия ВНС по контролю бюджета и хозяйственного плана, назначению и увольнению министров и судей Верховного Суда, мобилизации Вооружённых сил и объявления войны.

## Выборы 1980
На выборах 9 марта 1980 года было избрано 369 депутатов. Согласно официальным данным, в выборах приняли участие 99.99% зарегистрированных избирателей, из них, 98.52% проголосовали за предложенный список, 1.48% высказались против и всего 44 голоса были признаны недействительными.
192 места в ВНС получили женщины, 47 мест — национальные меньшинства (главным образом венгры и немцы).

## Председатели Великого Национального собрания
Нумерация созывов ВНС продолжает нумерацию созывов Палаты депутатов Королевства Румыния.
| No. созыва                              | No. | Имя                   | Портрет | Годы жизни | Вступил в должность  | Оставил должность    | Партия  | Партия |
| --------------------------------------- | --- | --------------------- | ------- | ---------- | -------------------- | -------------------- | ------- | ------ |
| Великое национальное собрание 1948—1989 |     |                       |         |            |                      |                      |         |        |
| 41                                      | 1   | Георге Апостол        |         | 1913-2010  | 7 апреля 1948 года   | 11 июня 1948 года    | РРП     |        |
| 42                                      | 2   | Константин Аджу       |         | 1891-1961  | 11 июня 1948 года    | 27 декабря 1948 года | РРП     |        |
| 43                                      | 3   | Константин Пырвулеску |         | 1895-1992  | 27 декабря 1948 года | 5 июля 1949 года     | РРП     |        |
| 44                                      | 4   | Думитру Петреску      |         | 1906-1969  | 5 июля 1949 года     | 28 декабря 1949 года | РРП     |        |
| 45                                      | 5   | Александру Дрэгич     |         | 1913-1993  | 28 декабря 1949 года | 26 января 1950 года  | РРП     |        |
| (44)                                    | (4) | Думитру Петреску      |         | 1906-1969  | 26 января 1950 года  | 29 мая 1950 года     | РРП     |        |
| 46                                      | 6   | Константин Донча      |         | 1904-1973  | 29 мая 1950 года     | 6 сентября 1950 года | РРП     |        |
| (41)                                    | (1) | Георге Апостол        |         | 1913-2010  | 6 сентября 1950 года | 5 апреля 1951 года   | РРП     |        |
| 47                                      | 7   | Йон Винце             |         | 1910-1996  | 5 апреля 1951 года   | 26 марта 1952 года   | РРП     |        |
| (41)                                    | (1) | Георге Апостол        |         | 1913-2010  | 26 марта 1952 года   | 6 июня 1952 года     | РРП     |        |
| 48                                      | 8   | Георге Стойка         |         | 1900-1976  | 6 июня 1952 года     | 30 ноября 1952 года  | РРП     |        |
| (43)                                    | (3) | Константин Пырвулеску |         | 1895-1992  | 23 января 1953 года  | 5 марта 1961 года    | РРП     |        |
| 49                                      | 9   | Штефан Войтек         |         | 1900-1984  | 20 марта 1961 года   | 28 марта 1974 года   | РРП/РКП |        |
| 50                                      | 10  | Мирон Константинеску  |         | 1917-1974  | 28 марта 1974 года   | 18 июля 1974 года    | РКП     |        |
| 51                                      | 11  | Николае Джосан        |         | 1921-1990  | 26 июля 1974 года    | 12 декабря 1989 года | РКП     |        |